# Матросов, Эдуард Хамитович
Эдуа́рд Хами́тович Матро́сов (тат. Эдуард Хәмит улы Матросов; урождённый Рафка́т Хами́тович Бекбула́тов, тат. Рәфкать Хәмит улы Бикбулатов; род. 12 августа 1944, Токаревка, Карагандинская область) — советский боксёр, советский и казахстанский тренер, мастер спорта СССР, заслуженный тренер Казахской ССР, заслуженный тренер Республики Казахстан, почётный гражданин города Караганды.

## Биография
Родился в 1944 году в селе Токаревка (ныне посёлок Габидена Мустафина) Карагандинской области в семье сотрудника НКВД Хамита Шакировича Бекбулатова и учительницы Зайнаб. По национальности — татарин. Отец Эдуарда Матросова по роду деятельности служил в разных городах СССР. Последней оказалась Караганда (УНКВД по Карагандинской области), откуда он был призван на фронт Великой Отечественной войны, где и пропал без вести. Дед — Шакир Хасанович Бекбулатов, был купцом 1-й гильдии, одним из богатейших в Пишпеке. В конце 1920-х убит при раскулачивании.
Семья Матросовых переезжала к бабушке в Ульяновскую область, впоследствии вернувшись в Караганду.
В детстве поменял имя Рафкат на Эдуарда, а перед поступлением в Куйбышевское суворовское училище сменил фамилию с Бекбулатова на Матросова. В период обучения в училище пристрастился к спорту — лёгкой атлетике и боксу. Окончив в 1962 году суворовское училище, вернулся в Караганду.
В Караганде устроился работать на шахту № 38 проходчиком. Параллельно занимался боксом у известного тренера Николая Ли, под руководством которого выполнил норматив мастера спорта СССР став чемпионом ЦС «Трудовые резервы».
Поступил в 1964 году в Карагандинский политехнический институт, однако после первого семестра перевёлся на факультет физического воспитания Карагандинского педагогического института (ныне часть КарГУ).
В 1968 году призван на срочную службу в ряды Вооруженных сил СССР. Службу проходил в спортроте в Алма-Ате. Чемпион Среднеазиатского военного округа по боксу. После армии решил стать тренером.
В период с 1970 по 1985 годы работал старшим тренером ДСО «Енбек» и сборной Карагандинской области, в школе высшего спортивного мастерства. Параллельно был внештатным корреспондентом областной газеты «Индустриальная Караганда».
В 1985—89 годах — консультант, национальный тренер сборной Республики Камерун по боксу, готовившейся к выступлению на Олимпийских играх 1988 года в южнокорейском Сеуле. В конце контракта совмещал этот пост с должностью технического директора сборной.
С 1 декабря 2002 года и по настоящее время работает тренером-преподавателем Карагандинской областной СДЮШОР по боксу.

## Награды и звания
- почётная грамота Президиума Верховного Совета Казахской ССР[5]
- нагрудный знак «Отличник народного просвещения Казахской ССР»
- нагрудный знак «Отличник физической культуры и спорта»
- мастер спорта СССР
- заслуженный тренер Казахской ССР
- медаль «10 лет независимости Республики Казахстан»
- почётное звание «Почётный гражданин города Караганды» за большой вклад в развитие спорта города Караганды (16 мая 2007 года)[3].
- заслуженный тренер Республики Казахстан

Также награждён орденами высших степеней Республики Камерун и Казахской ССР.

## Известные воспитанники
- Шишкин, Игорь Юрьевич — обладатель Кубка СССР, бронзовый призёр Кубка мира.

## Семья
Женат. Супруга — Галина Ивановна, врач. Сыновья — Игорь и Ренат, бизнесмены.
Эдуард Матросов приходится дальним родственником дважды Герою Советского Союза Талгату Бегельдинову.